# Józef Sawiczewski
Józef Tomasz Sawiczewski (ur. 1762 w Zarzeczu, zm. 20 stycznia 1825 w Krakowie), farmaceuta polski, profesor Uniwersytetu Jagiellońskiego. 

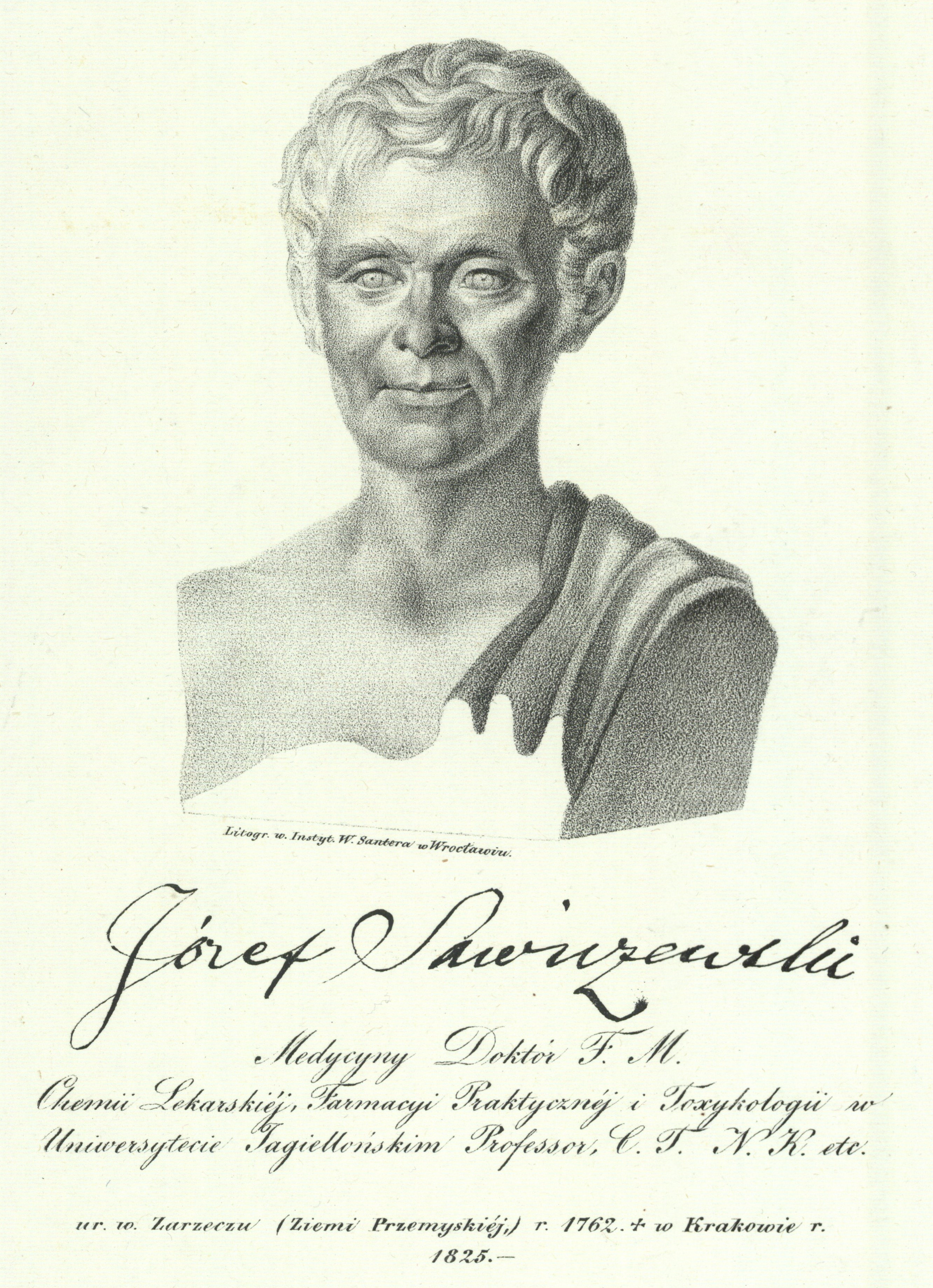
Józef Sawiczewski

Ukończył gimnazjum w Przemyślu. W 1786 rozpoczął naukę w Krakowie otrzymując tytuł magistra farmacji w 1792. 
Wprowadził deontologię i historię farmacji jako przedmioty wykładowe. Był jednym z pionierów przemysłów farmaceutycznego i chemicznego oraz założycielem pierwszej w Polsce fabryki cukru z krochmalu.
Był trzykrotnie żonaty, z jego jedenaściorga dzieci (dziewięciu synów i dwóch córek) wyróżnili się szczególnie Florian, Julian i Konstanty Sawiczewscy.
Był członkiem loży wolnomularskiej Przesąd Zwyciężony w 1812 roku. 
Pochowany na cmentarzu Rakowickim w Krakowie (pas 15).

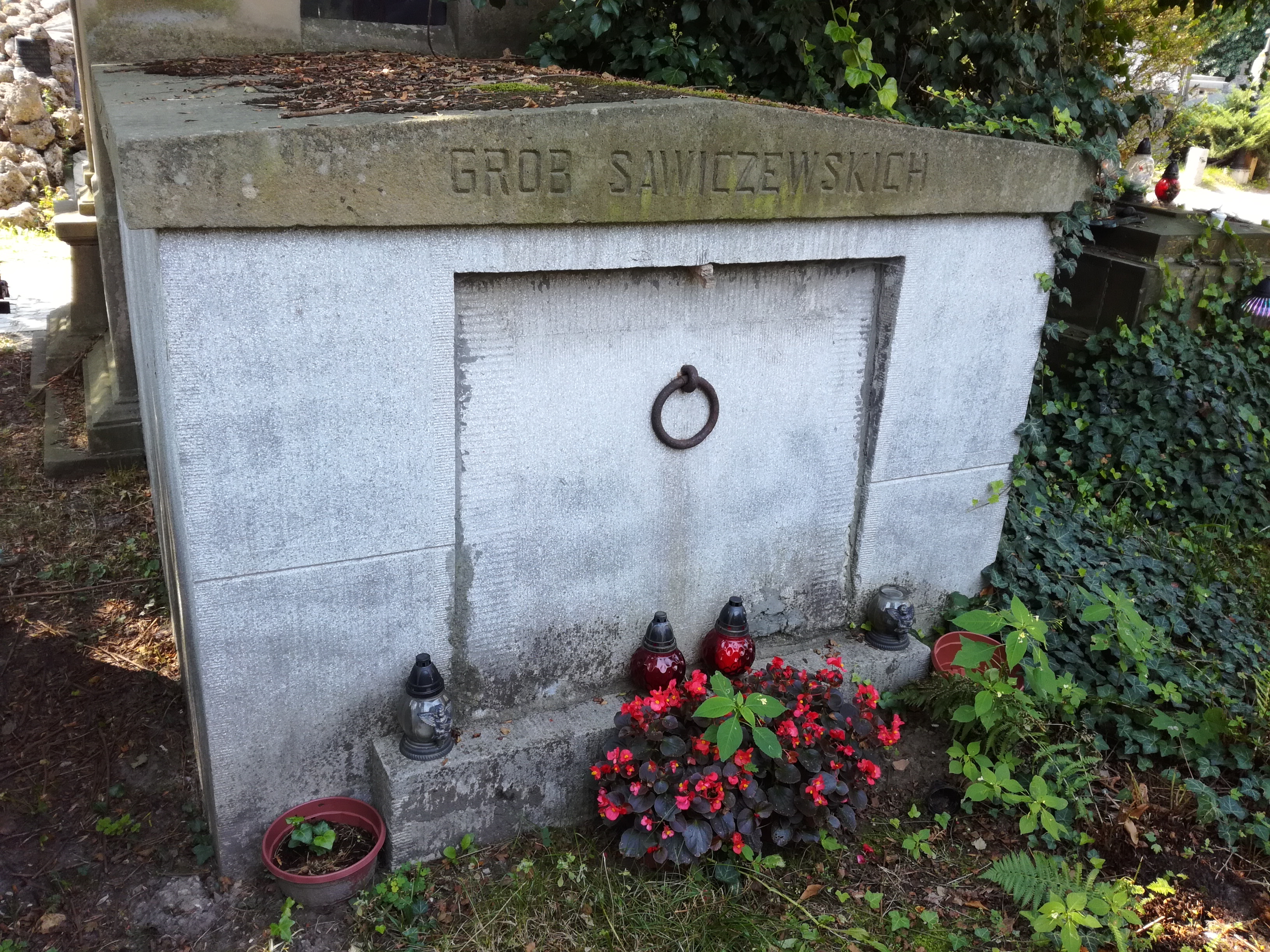
Grób rodziny Sawiczewskich na cmentarzu Rakowickim w Krakowie